# ولیکی گردوک
ولیکی گردوک (به لاتین: Veliki Grđevac) یک سکونتگاه مسکونی در کرواسی است که در بیلوار-بیلگرا واقع شده‌است.

## خصوصیات
ولیکی گردوک ۱۶۴٫۸۴ کیلومترمربع مساحت و ۳٬۲۴۸ نفر جمعیت دارد و ۱۴۶ متر بالاتر از سطح دریا واقع شده‌است.